# ギジェルモ・マリパン
ギジェルモ・マリパン（Guillermo Maripán）ことギジェルモ・アルフォンソ・マリパン・ロアイサ（Guillermo Alfonso Maripán Loayza、1994年5月6日 - ）はチリ・サンティアゴ出身のサッカー選手。トリノFC所属。チリ代表。ポジションはディフェンダー。

## 経歴

### クラブ
2017年7月7日、ラ・リーガのデポルティーボ・アラベスと4年契約を締結した。
2019年8月24日、ASモナコと5年契約を締結した。

### 代表
中国カップ2017のクロアチア戦で代表デビューを果たす。同年9月28日に、2018 FIFAワールドカップ・南米予選のブラジル代表・エクアドル代表戦を戦うA代表に召集された。
2018年5月31日のルーマニアとの親善試合で代表初得点を挙げ、続くセルビア戦でも2試合連続となるゴールを挙げた。